# 堂上家
堂上家是公家的一種家格，指的是可以升殿（入朝議政）的公卿，江戶時代末有137家。

## 概要
平安時代中期開始有昇殿制，院政時期公卿若准許昇殿的叫者堂上家，否則叫地下家。
廣義的公卿包括攝家、清華家、大臣家、羽林家、名家、半家，而狹義的公卿只包括攝家、清華家、大臣家；特稱平堂上。

## 堂上家列表
參考自文久三年（1863年）版《雲上明覽》，以下列出所有堂上家。
| 家格 | 家名                  | 家系                                    | 本家            | 門系 | 內/外様 | 舊家/新家 | 石高             | 家業                              | 官極                                               | 維新後    |
| ---- | --------------------- | --------------------------------------- | --------------- | ---- | ------- | --------- | ---------------- | --------------------------------- | -------------------------------------------------- | --------- |
| 攝家 | 近衞家                | 藤氏本系                                | -               | -    | -       | -         | 2,862石          | 有職故實                          | 攝政・關白                                         | 公爵      |
| 攝家 | 九條家                | 藤氏本系                                | -               | -    | -       | -         | 2,044石          | 有職故實                          | 攝政・關白                                         | 公爵      |
| 攝家 | 鷹司家                | 藤氏本系                                | 近衞            | -    | -       | -         | 1,500石          | 有職故實                          | 攝政・關白                                         | 公爵      |
| 攝家 | 二條家                | 藤氏本系                                | 九條            | -    | -       | -         | 1,708石          | 有職故實                          | 攝政・關白                                         | 公爵      |
| 攝家 | 一條家                | 藤氏本系                                | 九條            | -    | -       | -         | 2,044石          | 有職故實                          | 攝政・關白                                         | 公爵      |
| 清華 | 久我家                | 源氏 （村上源氏）                       | -               | -    | 內      | 舊家      | 700石            | 笛                                | 近衛大將・兼任大臣 →太政大臣                       | 侯爵      |
| 清華 | 轉法輪三條家          | 藤氏 （公季系 閑院）                    | -               | -    | 內      | 舊家      | 469石            | 笛 ・裝束                         | 近衛大將・兼任大臣 →太政大臣                       | 公爵      |
| 清華 | 西園寺家              | 藤氏 （公季系 閑院）                    | -               | 一條 | 外様    | 舊家      | 597石            | 琵琶                              | 近衛大將・兼任大臣 →太政大臣                       | 侯爵→公爵 |
| 清華 | 德大寺家              | 藤氏 （公季系 閑院）                    | -               | -    | 內      | 舊家      | 410石            | 笛                                | 近衛大將・兼任大臣 →太政大臣                       | 侯爵→公爵 |
| 清華 | 花山院家              | 藤氏 （師實系 花山院）                  | -               | 一條 | 內      | 舊家      | 715石            | 笙                                | 近衛大將・兼任大臣 →太政大臣                       | 侯爵      |
| 清華 | 大炊御門家            | 藤氏 （師實系 花山院）                  | -               | 一條 | 內      | 舊家      | 403石            | 和琴・笛 ・裝束                   | 近衛大將・兼任大臣 →太政大臣                       | 侯爵      |
| 清華 | 今出川 （菊亭）家     | 藤氏 （公季系 閑院）                    | 西園寺          | 一條 | 內      | 舊家      | 1,655石          | 琵琶                              | 近衛大將・兼任大臣 →太政大臣                       | 侯爵      |
| 清華 | 廣幡家                | 源氏 （正親町源氏）                     | -               | -    | 內      | 新家      | 500石            | -                                 | 近衛大將・內大臣                                   | 侯爵      |
| 清華 | 醍醐家                | 藤氏本系                                | 一條            | 一條 | 內      | 新家      | 312石            | -                                 | 近衛大將・左大臣                                   | 侯爵      |
| 大臣 | 中院家                | 源氏 （村上源氏）                       | 久我            | -    | 內      | 舊家      | 500石            | -                                 | 大納言→右大臣                                      | 伯爵      |
| 大臣 | 正親町三條 （嵯峨）家 | 藤氏 （公季系 閑院）                    | 三條            | 近衞 | 內      | 舊家      | 200石            | -                                 | 大納言→內大臣                                      | 伯爵→侯爵 |
| 大臣 | 三條西家              | 藤氏 （公季系 閑院）                    | 三條            | -    | 內      | 舊家      | 502石            | 歌道                              | 大納言→右大臣                                      | 伯爵      |
| 羽林 | 正親町家              | 藤氏 （公季系 閑院）                    | 西園寺          | 一條 | 內      | 舊家      | 352石            | 箏                                | 近衛少將→中將 ・參議→中納言 →大納言                | 伯爵      |
| 羽林 | 滋野井家              | 藤氏 （公季系 閑院）                    | 三條            | 近衞 | 內      | 舊家      | 180石            | 神樂                              | 近衛少將→中將 ・參議→中納言 →大納言                | 伯爵      |
| 羽林 | 姊小路家              | 藤氏 （公季系 閑院）                    | 三條            | 九條 | 內      | 新家      | 200石            | -                                 | 近衛少將→中將 ・參議→中納言 →大納言                | 伯爵      |
| 羽林 | 清水谷家              | 藤氏 （公季系 閑院）                    | 西園寺          | 一條 | 內      | 舊家      | 200石            | 能書 ・笙                         | 近衛少將→中將 ・參議→中納言 →大納言                | 伯爵      |
| 羽林 | 四辻 （室町）家       | 藤氏 （公季系 閑院）                    | 西園寺          | 近衞 | 外様    | 舊家      | 200石            | 神樂 ・和琴・箏                   | 近衛少將→中將 ・參議→中納言 →大納言                | 伯爵      |
| 羽林 | 橋本家                | 藤氏 （公季系 閑院）                    | 西園寺          | 一條 | 外様    | 舊家      | 500石            | 笛                                | 近衛少將→中將 ・參議→中納言 →大納言                | 伯爵      |
| 羽林 | 河鰭家                | 藤氏 （公季系 閑院）                    | 三條            | -    | 外様    | 舊家      | 152石            | -                                 | 近衛少將→中將 ・參議→中納言 →大納言                | 子爵      |
| 羽林 | 阿野家                | 藤氏 （公季系 閑院）                    | 三條            | 近衞 | 外様    | 舊家      | 478石            | -                                 | 近衛少將→中將 ・參議→中納言 →大納言                | 子爵      |
| 羽林 | 花園家                | 藤氏 （公季系 閑院）                    | 三條            | 二條 | 外様    | 新家      | 150石            | -                                 | 近衛少將→中將 ・參議→中納言 →大納言                | 子爵      |
| 羽林 | 裏辻家                | 藤氏 （公季系 閑院）                    | 西園寺          | 近衞 | 外様    | 新家      | 150石            | -                                 | 近衛少將→中將 ・參議                               | 子爵      |
| 羽林 | 梅園家                | 藤氏 （公季系 閑院）                    | 西園寺          | 一條 | 外様    | 舊家      | 150石            | -                                 | 近衛少將→中將 ・參議→中納言                        | 子爵      |
| 羽林 | 山本家                | 藤氏 （公季系 閑院）                    | 三條            | 九條 | 內      | 新家      | 150石            | -                                 | 近衛少將→中將 ・參議→中納言 →大納言                | 子爵      |
| 羽林 | 大宮家                | 藤氏 （公季系 閑院）                    | 西園寺          | 九條 | 外様    | 新家      | 130石            | -                                 | 近衛少將→中將 ・參議→中納言                        | 子爵      |
| 羽林 | 武者小路家            | 藤氏 （公季系 閑院）                    | 三條            | -    | 外様    | 新家      | 130石            | 歌道                              | 近衛少將→中將 ・參議→中納言 →大納言→准大臣         | 子爵      |
| 羽林 | 小倉家                | 藤氏 （公季系 閑院）                    | 西園寺          | 近衞 | 外様    | 舊家      | 150石            | -                                 | 近衛少將→中將 ・參議→中納言 →大納言                | 子爵      |
| 羽林 | 風早家                | 藤氏 （公季系 閑院）                    | 三條            | 九條 | 外様    | 新家      | 藏米30石 3人扶持 | -                                 | 近衛少將→中將 ・參議→中納言                        | 子爵      |
| 羽林 | 押小路家              | 藤氏 （公季系 閑院）                    | 三條            | -    | 內      | 新家      | 130石            | -                                 | 近衛少將→中將 ・參議→中納言 →大納言                | 子爵      |
| 羽林 | 高松家                | 藤氏 （公季系 閑院）                    | 三條            | 九條 | 外様    | 新家      | 藏米30石 3人扶持 | 歌道                              | 近衛少將→中將 ・參議→中納言                        | 子爵      |
| 羽林 | 西四辻家              | 藤氏 （公季系 閑院）                    | 西園寺          | 鷹司 | 內      | 新家      | 藏米30石 3人扶持 | -                                 | 近衛少將→中將                                      | 子爵      |
| 羽林 | 園池家                | 藤氏 （魚名系 四條 ・閑院系正親町三條） | 三條            | 近衞 | 外様    | 新家      | 藏米30石 3人扶持 | -                                 | 近衛少將→中將 ・參議→中納言 →大納言                | 子爵      |
| 羽林 | 藪 （高倉）家         | 藤氏 （武智麻呂系 南家 ・閑院系室町）   | 西園寺          | 一條 | 外様    | 新家      | 150石            | 神樂 ・箏                         | 近衛少將→中將 ・參議→中納言 →大納言                | 子爵      |
| 羽林 | 中園家                | 藤氏 （武智麻呂系 南家 ・閑院系室町）   | 西園寺          | 一條 | 外様    | 新家      | 130石            | -                                 | 近衛少將→中將 ・參議→中納言                        | 子爵      |
| 羽林 | 高丘家                | 藤氏 （武智麻呂系 南家 ・閑院系室町）   | 西園寺          | 鷹司 | 外様    | 新家      | 藏米30石 3人扶持 | -                                 | 近衛少將→中將 ・參議→中納言                        | 子爵      |
| 羽林 | 中山家                | 藤氏 （師實系 花山院）                  | 花山院          | 一條 | 內      | 舊家      | 200石            | -                                 | 近衛少將→中將 ・參議→中納言 →大納言→內大臣         | 侯爵      |
| 羽林 | 飛鳥井家              | 藤氏 （師實系 花山院）                  | 難波            | 一條 | 內      | 舊家      | 928石            | 歌道 ・蹴鞠                       | 近衛少將→中將 ・參議→中納言 →大納言                | 伯爵      |
| 羽林 | 難波家                | 藤氏 （師實系 花山院）                  | -               | 近衞 | 內      | 舊家      | 300石            | 蹴鞠                              | 近衛少將→中將 ・參議→中納言 →大納言                | 子爵      |
| 羽林 | 野宮家                | 藤氏 （師實系 花山院）                  | 花山院          | 一條 | 內      | 新家      | 150石            | -                                 | 近衛少將→中將 ・參議→中納言 →大納言                | 子爵      |
| 羽林 | 今城家                | 藤氏 （師實系 花山院）                  | 花山院          | 一條 | 內      | 新家      | 181石            | -                                 | 近衛少將→中將 ・參議→中納言 →大納言                | 子爵      |
| 羽林 | 中御門 （松木）家     | 藤氏 （賴宗系 中御門）                  | -               | 一條 | 內      | 舊家      | 341石            | 笙                                | 近衛次將・辨官 ・參議→中納言 →大納言→內大臣        | 伯爵      |
| 羽林 | 園家                  | 藤氏 （賴宗系 中御門）                  | 持明院          | 一條 | 內      | 舊家      | 187石            | 琵琶 ・生花                       | 近衛少將→中將 ・參議→中納言 →大納言→准大臣         | 伯爵      |
| 羽林 | 東園家                | 藤氏 （賴宗系 中御門）                  | 持明院          | -    | 內      | 新家      | 180石            | -                                 | 近衛少將→中將 ・參議→中納言 →大納言                | 子爵      |
| 羽林 | 持明院家              | 藤氏 （賴宗系 中御門）                  | -               | 近衞 | 內      | 舊家      | 200石            | 能書 ・神樂                       | 近衛少將→中將 ・參議→中納言 →大納言                | 子爵      |
| 羽林 | 高野家                | 藤氏 （賴宗系 中御門）                  | 持明院          | 近衞 | 內      | 新家      | 150石            | -                                 | 近衛少將→中將 ・參議→中納言 →大納言                | 子爵      |
| 羽林 | 石山家                | 藤氏 （賴宗系 中御門）                  | 壬生            | 一條 | 內      | 新家      | 藏米30石 3人扶持 | -                                 | 近衛少將→中將 ・參議→中納言 →大納言                | 子爵      |
| 羽林 | 壬生家                | 藤氏 （賴宗系 中御門）                  | 園              | 一條 | 內      | 新家      | 130石            | -                                 | 近衛少將→中將 ・參議→中納言                        | 子爵→伯爵 |
| 羽林 | 石野家                | 藤氏 （賴宗系 中御門）                  | 持明院          | 近衞 | 外様    | 新家      | 藏米30石 3人扶持 | -                                 | 近衛少將→中將 ・參議→中納言                        | 子爵      |
| 羽林 | 六角家                | 藤氏 （賴宗系 中御門）                  | 持明院          | 一條 | 外様    | 新家      | 藏米30石 3人扶持 | -                                 | 近衛少將→中將 ・參議                               | 子爵      |
| 羽林 | 四條家                | 藤氏 （魚名系 四條）                    | -               | 一條 | 外様    | 舊家      | 180石            | 笙 ・包丁                         | 近衛少將→中將 ・參議→中納言 →大納言                | 伯爵→侯爵 |
| 羽林 | 鷲尾家                | 藤氏 （魚名系 四條）                    | 四條            | 九條 | 內      | 舊家      | 180石            | 神樂                              | 近衛少將→中將 ・參議→中納言 →大納言                | 伯爵      |
| 羽林 | 油小路家              | 藤氏 （魚名系 四條）                    | 西大路          | 九條 | 外様    | 舊家      | 150石            | -                                 | 近衛少將→中將 ・參議→中納言 →大納言                | 伯爵      |
| 羽林 | 櫛笥家                | 藤氏 （魚名系 四條）                    | 四條            | 近衞 | 內      | 新家      | 83石             | -                                 | 近衛少將→中將 ・參議→中納言 →大納言→內大臣         | 子爵      |
| 羽林 | 山科家                | 藤氏 （魚名系 四條）                    | 四條            | 近衞 | 內      | 舊家      | 300石            | 笙 ・裝束                         | 近衛少將→中將 ・參議→中納言 →大納言                | 伯爵      |
| 羽林 | 西大路家              | 藤氏 （魚名系 四條）                    | 四條            | 近衞 | 外様    | 舊家      | 100石            | -                                 | 近衛少將→中將 ・參議→中納言 →大納言                | 子爵      |
| 羽林 | 八條家                | 藤氏 （魚名系 四條）                    | 四條            | 近衞 | 內      | 新家      | 176石            | -                                 | 近衛少將→中將 ・參議→中納言 →大納言                | 子爵      |
| 羽林 | 上冷泉家              | 藤氏 （長家系 御子左）                  | -               | 鷹司 | 外様    | 舊家      | 300石            | 歌道 ・蹴鞠                       | 近衛少將→中將 ・參議→中納言 →大納言                | 伯爵      |
| 羽林 | 下冷泉家              | 藤氏 （長家系 御子左）                  | -               | 九條 | 外様    | 舊家      | 150石            | 歌道                              | 近衛少將→中將 ・參議→中納言 →大納言                | 子爵      |
| 羽林 | 藤谷家                | 藤氏 （長家系 御子左）                  | 上冷泉          | 鷹司 | 外様    | 新家      | 200石            | 歌道                              | 近衛少將→中將 ・參議→中納言 →大納言                | 子爵      |
| 羽林 | 入江家                | 藤氏 （長家系 御子左）                  | 上冷泉          | 鷹司 | 外様    | 新家      | 藏米30石 3人扶持 | 歌道                              | 非參議                                             | 子爵      |
| 羽林 | 水無瀨家              | 藤氏 （道隆系 水無瀨）                  | -               | 近衞 | 內      | 舊家      | 631石            | -                                 | 近衛少將→中將 ・參議→中納言 →大納言                | 子爵      |
| 羽林 | 七條家                | 藤氏 （道隆系 水無瀨）                  | 水無瀨          | 近衞 | 內      | 新家      | 200石            | -                                 | 近衛少將→中將 ・參議                               | 子爵      |
| 羽林 | 町尻家                | 藤氏 （道隆系 水無瀨）                  | 水無瀨          | 近衞 | 外様    | 新家      | 藏米30石 3人扶持 | -                                 | 近衛少將→中將 ・參議→中納言                        | 子爵      |
| 羽林 | 櫻井家                | 藤氏 （道隆系 水無瀨）                  | 水無瀨          | 近衞 | 外様    | 新家      | 藏米30石 3人扶持 | -                                 | 近衛少將→中將                                      | 子爵      |
| 羽林 | 山井家                | 藤氏 （道隆系 水無瀨）                  | 水無瀨          | 近衞 | 外様    | 新家      | 藏米30石 3人扶持 | -                                 | 非參議                                             | 子爵      |
| 羽林 | 堀河家                | 藤氏 （長良系 高倉）                    | 高倉系 水無瀨   | 九條 | 外様    | 新家      | 230石            | -                                 | 近衛少將→中將 ・參議→中納言                        | 子爵      |
| 羽林 | 樋口家                | 藤氏 （長良系 高倉）                    | 高倉系 水無瀨   | 九條 | 外様    | 新家      | 200石            | -                                 | 近衛少將→中將 ・參議→中納言 →大納言                | 子爵      |
| 羽林 | 六條家                | 源氏 （村上源氏）                       | 久我            | -    | 外様    | 舊家      | 265石            | -                                 | 近衛少將→中將 ・參議→中納言 →大納言→內大臣         | 子爵      |
| 羽林 | 久世家                | 源氏 （村上源氏）                       | 久我            | -    | 外様    | 新家      | 200石            | -                                 | 近衛少將→中將 ・參議→中納言 →大納言                | 子爵      |
| 羽林 | 岩倉家                | 源氏 （村上源氏）                       | 久我            | 一條 | 內      | 新家      | 150石            | -                                 | 近衛少將→中將 ・參議→中納言 →大納言                | 公爵      |
| 羽林 | 千種家                | 源氏 （村上源氏）                       | 久我            | 一條 | 內      | 新家      | 150石            | -                                 | 近衛少將→中將 ・參議→中納言 →大納言                | 子爵      |
| 羽林 | 梅溪家                | 源氏 （村上源氏）                       | 久我            | 鷹司 | 內      | 新家      | 150石            | -                                 | 近衛少將→中將 ・參議→中納言                        | 子爵      |
| 羽林 | 愛宕家                | 源氏 （村上源氏）                       | 久我            | -    | 內      | 新家      | 130石            | -                                 | 近衛少將→中將 ・參議→中納言 →大納言                | 子爵      |
| 羽林 | 東久世家              | 源氏 （村上源氏）                       | 久我            | -    | 外様    | 新家      | 藏米30石 3人扶持 | -                                 | 近衛少將→中將 ・參議→中納言                        | 伯爵      |
| 羽林 | 植松家                | 源氏 （村上源氏）                       | 久我            | 一條 | 內      | 新家      | 130石            | 生花                              | 近衛少將→中將 ・參議→中納言                        | 子爵      |
| 羽林 | 庭田家                | 源氏 （宇多源氏）                       | -               | 一條 | 內      | 舊家      | 350石            | 神樂                              | 近衛少將→中將 ・參議→中納言 →大納言                | 伯爵      |
| 羽林 | 綾小路家              | 源氏 （宇多源氏）                       | 庭田            | 九條 | 內      | 舊家      | 200石            | 神樂・琵琶 ・箏・笛 ・篳篥 ・蹴鞠 | 近衛少將→中將 ・參議→中納言 →大納言                | 子爵      |
| 羽林 | 大原家                | 源氏 （宇多源氏）                       | 庭田            | 一條 | 內      | 新家      | 藏米30石 3人扶持 | -                                 | 近衛少將→中將 ・參議→中納言                        | 伯爵      |
| 名家 | 日野家                | 藤氏 （真夏系 日野）                    | -               | 近衞 | 內      | 舊家      | 1,153石          | -                                 | 侍從・辨官 （藏人頭を兼任） →中納言→大納言 →左大臣 | 伯爵      |
| 名家 | 廣橋家                | 藤氏 （真夏系 日野）                    | -               | 近衞 | 內      | 舊家      | 858石            | -                                 | 侍從・辨官 （兼任藏人頭） →中納言→大納言 →內大臣   | 伯爵      |
| 名家 | 柳原家                | 藤氏 （真夏系 日野）                    | 日野            | 近衞 | 內      | 舊家      | 202石            | -                                 | 侍從・辨官 （兼任藏人頭） →中納言→大納言 →准大臣   | 伯爵      |
| 名家 | 烏丸家                | 藤氏 （真夏系 日野）                    | 日野            | 一條 | 內      | 舊家      | 1,004石          | -                                 | 侍從・辨官 （兼任藏人頭） →中納言→大納言 →內大臣   | 伯爵      |
| 名家 | 竹屋家                | 藤氏 （真夏系 日野）                    | 広橋            | 近衞 | 外様    | 舊家      | 180石            | 插花                              | 辨官→中納言                                        | 子爵      |
| 名家 | 日野西家              | 藤氏 （真夏系 日野）                    | 広橋            | 近衞 | 外様    | 新家      | 200石            | -                                 | 侍從・辨官 （兼任藏人） →中納言                    | 子爵      |
| 名家 | 勘解由小路家          | 藤氏 （真夏系 日野）                    | 日野            | 近衞 | 內      | 新家      | 130石            | -                                 | 侍從・辨官 →中納言→大納言                          | 子爵      |
| 名家 | 裏松家                | 藤氏 （真夏系 日野）                    | 日野            | 近衞 | 外様    | 新家      | 130石            | -                                 | 侍從・辨官 （兼任藏人） →中納言→大納言             | 子爵      |
| 名家 | 外山家                | 藤氏 （真夏系 日野）                    | 日野            | 近衞 | 外様    | 新家      | 藏米30石 3人扶持 | -                                 | 侍從→中納言→大納言                                 | 子爵      |
| 名家 | 豐岡家                | 藤氏 （真夏系 日野）                    | 日野            | 近衞 | 外様    | 新家      | 藏米30石 3人扶持 | -                                 | 中納言                                             | 子爵      |
| 名家 | 三室戶家              | 藤氏 （真夏系 日野）                    | 日野            | 近衞 | 外様    | 新家      | 130石            | -                                 | 大納言                                             | 子爵      |
| 名家 | 北小路家              | 藤氏 （真夏系 日野）                    | 日野            | -    | 外様    | 新家      | 藏米30石 3人扶持 | -                                 | 參議                                               | 子爵      |
| 名家 | 甘露寺家              | 藤氏 （高藤系 勸修寺）                  | -               | 九條 | 內      | 舊家      | 200石            | 笛                                | 侍從・辨官 （兼任藏人頭） →中納言→大納言 →內大臣   | 伯爵      |
| 名家 | 葉室家                | 藤氏 （高藤系 勸修寺）                  | -               | 九條 | 內      | 舊家      | 183石            | -                                 | 侍從・辨官 （兼任藏人頭） →中納言→大納言 →准大臣   | 伯爵      |
| 名家 | 勸修寺家              | 藤氏 （高藤系 勸修寺）                  | -               | 一條 | 內      | 舊家      | 708石            | -                                 | 侍從・辨官 （兼任藏人頭） →中納言→大納言 →內大臣   | 伯爵      |
| 名家 | 萬里小路家            | 藤氏 （高藤系 勸修寺）                  | -               | 近衞 | 內      | 舊家      | 390石            | -                                 | 侍從・辨官 （兼任藏人頭） →中納言→大納言 →內大臣   | 伯爵      |
| 名家 | 清閑寺家              | 藤氏 （高藤系 勸修寺）                  | 甘露寺          | 一條 | 內      | 舊家      | 180石            | -                                 | 侍從・辨官 （兼任藏人頭） →中納言→大納言 →內大臣   | 伯爵      |
| 名家 | 中御門家              | 藤氏 （高藤系 勸修寺）                  | 勸修寺          | 二條 | 內      | 舊家      | 200石            | -                                 | 侍從・辨官 （兼任藏人頭） →中納言→大納言           | 伯爵→侯爵 |
| 名家 | 坊城家                | 藤氏 （高藤系 勸修寺）                  | 勸修寺          | 九條 | 內      | 舊家      | 180石            | 文章博士                          | 侍從・辨官 （兼任藏人頭） →中納言→大納言           | 伯爵      |
| 名家 | 芝山家                | 藤氏 （高藤系 勸修寺）                  | 勸修寺          | 近衞 | 內      | 新家      | 藏米100石        | -                                 | 侍從・辨官（ 兼任藏人頭） →中納言→大納言           | 子爵      |
| 名家 | 池尻家                | 藤氏 （高藤系 勸修寺）                  | 甘露寺          | 一條 | 外様    | 新家      | 藏米50石 3人扶持 | -                                 | 侍從・辨官 （兼任藏人頭） →中納言→大納言           | 子爵      |
| 名家 | 梅小路家              | 藤氏 （高藤系 勸修寺）                  | 甘露寺          | 一條 | 外様    | 新家      | 藏米50石 3人扶持 | -                                 | 侍從・辨官 （兼任藏人頭） →中納言→大納言           | 子爵      |
| 名家 | 岡崎家                | 藤氏 （高藤系 勸修寺）                  | 勸修寺          | 二條 | 外様    | 新家      | 藏米50石 3人扶持 | -                                 | 侍從・辨官 （兼任藏人頭） →中納言→大納言           | 子爵      |
| 名家 | 穗波家                | 藤氏 （高藤系 勸修寺）                  | 勸修寺          | 九條 | 外様    | 新家      | 藏米50石 3人扶持 | -                                 | 侍從・辨官 （兼任藏人頭） →中納言                  | 子爵      |
| 名家 | 堤家                  | 藤氏 （高藤系 勸修寺）                  | 甘露寺          | 鷹司 | 外様    | 新家      | 藏米50石 3人扶持 | -                                 | 侍從・辨官 （兼任藏人頭） →中納言                  | 子爵      |
| 名家 | 平松家                | 平氏 （桓武平氏）                       | 西洞院          | 近衞 | 內      | 新家      | 200石            | -                                 | 侍從・辨官 （兼任藏人頭） →中納言→大納言           | 子爵      |
| 名家 | 長谷家                | 平氏 （桓武平氏）                       | 西洞院          | 近衞 | 外様    | 新家      | 藏米30石 3人扶持 | -                                 | 侍從・辨官 （兼任藏人頭） →中納言                  | 子爵      |
| 名家 | 交野家                | 平氏 （桓武平氏）                       | 西洞院          | 近衞 | 外様    | 新家      | 藏米30石 3人扶持 | -                                 | 侍從・辨官 （兼任藏人頭） →中納言                  | 子爵      |
| 半家 | 高倉家                | 藤氏 （長良系 高倉）                    | -               | 近衞 | 內      | 舊家      | 813石            | 裝束                              | 大納言                                             | 子爵      |
| 半家 | 富小路家              | 藤氏本系                                | 二條殿 別系の家 | 近衞 | 內      | 舊家      | 200石            | -                                 | 非參議                                             | 子爵      |
| 半家 | 竹內家                | 源氏 （清和源氏）                       | -               | 近衞 | 外様    | 舊家      | 187石            | -                                 | 非參議                                             | 子爵      |
| 半家 | 五辻家                | 源氏 （宇多源氏）                       | -               | 九條 | 內      | 舊家      | 200石            | 神樂                              | 非參議                                             | 子爵      |
| 半家 | 慈光寺家              | 源氏 （宇多源氏）                       | 五辻            | 近衞 | 外様    | 新家      | 藏米30石 3人扶持 | -                                 | 非參議                                             | 子爵      |
| 半家 | 白川家                | 王氏・源氏 （花山源氏）                 | -               | 二條 | 內      | 舊家      | 200石            | 神祇伯                            | 非參議                                             | 子爵      |
| 半家 | 西洞院家              | 平氏 （桓武平氏）                       | -               | 近衞 | 內      | 舊家      | 260石            | -                                 | 大納言                                             | 子爵      |
| 半家 | 石井家                | 平氏 （桓武平氏）                       | 西洞院          | 近衞 | 外様    | 新家      | 130石            | -                                 | 中納言                                             | 子爵      |
| 半家 | 高辻家                | 菅原氏                                  | -               | 一條 | 外様    | 舊家      | 200石            | 文章博士                          | 大納言                                             | 子爵      |
| 半家 | 唐橋家                | 菅原氏                                  | -               | 九條 | 外様    | 舊家      | 182石            | 儒道 ・文章博士                   | 大納言                                             | 子爵      |
| 半家 | 五條家                | 菅原氏                                  | 高辻            | 一條 | 外様    | 舊家      | 200石            | 文章博士 ・相撲                   | 大納言                                             | 子爵      |
| 半家 | 東坊城家              | 菅原氏                                  | 高辻            | 一條 | 外様    | 舊家      | 301石            | -                                 | 大納言                                             | 子爵      |
| 半家 | 清岡家                | 菅原氏                                  | 高辻            | 一條 | 外様    | 新家      | 藏米30石 3人扶持 | -                                 | 參議                                               | 子爵      |
| 半家 | 桑原家                | 菅原氏                                  | 高辻            | 一條 | 外様    | 新家      | 藏米30石 3人扶持 | -                                 | 中納言                                             | 子爵      |
| 半家 | 舟橋家                | 清原氏                                  | -               | 近衞 | 內      | 舊家      | 405石            | 明經博士                          | 非參議                                             | 子爵      |
| 半家 | 伏原家                | 清原氏                                  | 舟橋            | 九條 | 外様    | 新家      | 230石            | -                                 | 非參議                                             | 子爵      |
| 半家 | 澤家                  | 清原氏                                  | 舟橋            | 九條 | 外様    | 新家      | 藏米30石 3人扶持 | -                                 | 非參議                                             | 伯爵      |
| 半家 | 土御門家              | 阿倍氏                                  | -               | 近衞 | 外様    | 舊家      | 183石            | 天文道 ・陰陽頭                   | 非參議                                             | 子爵      |
| 半家 | 倉橋家                | 阿倍氏                                  | 土御門          | 一條 | 外様    | 新家      | 150石            | -                                 | 非參議                                             | 子爵      |
| 半家 | 藤波家                | 大中臣氏                                | -               | 一條 | 外様    | 舊家      | 172石            | 伊勢祭主 ・神祇大副               | 非參議                                             | 子爵      |
| 半家 | 吉田家                | 卜部氏                                  | -               | 近衞 | 外様    | 舊家      | 766石            | 神祇管領長上 ・神祇大副           | 非參議                                             | 子爵      |
| 半家 | 萩原家                | 卜部氏                                  | 吉田            | 近衞 | 內      | 新家      | 1,000石          | -                                 | 非參議                                             | 子爵      |
| 半家 | 錦織家                | 卜部氏                                  | 吉田            | 近衞 | 外様    | 新家      | 藏米30石 3人扶持 | -                                 | 非參議                                             | 子爵      |
| 半家 | 藤井家                | 卜部氏                                  | -               | 鷹司 | 外様    | 新家      | 藏米30石 3人扶持 | -                                 | 非參議                                             | 子爵      |
| 半家 | 錦小路家              | 丹波氏                                  | -               | 近衞 | 外様    | 舊家      | 藏米30石 3人扶持 | 医道                              | 非參議                                             | 子爵      |
| 半家 | 北小路家              | 大江氏                                  | -               | 近衞 | 內      | 舊家      | 100石            | -                                 | 非參議                                             | 子爵      |

## 附註
1. 1 2 3 4 5  藤氏長者、勸学院別當
2. ↑  五攝家筆頭 又稱陽明家
3. ↑  藤原北家御堂系
4. ↑  又稱桃華坊
5. 1 2  源氏長者、淳和院・獎學院兩別當
6. 1 2  
三條實房長子公房嫡系與第三子公氏都稱三條氏，嫡系名轉法輪三條，公氏系名正親町三條以作區別。
7. ↑  藤原公季
8. ↑  閑院系
9. ↑  藤原師實
10. ↑  藏米參照
11. ↑  藤原魚名
12. ↑  園池公屋是正親町三條實昭的養子，算是閑院系正親町三條庶系。
13. ↑  藤原武智麻呂
14. ↑  藤原南家
15. ↑  藤原北家閑院系西園寺庶系的四辻公遠兒子、四辻嗣良則是高倉範久嗣子，使高倉家再興。寛永十四年（1637年）由高倉改姓藪。之後室町（四辻）家血統的稱室町系，庶系的中園家・高丘家為南家高倉系，從屬閑院家。
16. ↑  藤原賴宗
17. ↑  中御門系
18. ↑  藤原長家
19. ↑  御子左家
20. 1 2 3 4 5  五堂上家
21. ↑  藤原道隆
22. ↑  藤原長良
23. ↑  高倉永家的兒子堀河親具當初是水無瀨親氏養子，後來養父有了親生子，就叫他出家，寄寓東國德川家康。天正十三年（1585年），家康允許他以堀河家号創設新家，後來親具長子堀河康胤繼承堀河家，其次子樋口信孝則創設樋口家。血統上高倉系是水無瀨系庶系。
24. ↑  藤原真夏
25. ↑  藤原高藤
26. ↑  勸修寺系
27. ↑  是定（王氏長者）
28. ↑  另神祇領・神事料100石
29. ↑  弘化四年十二月十七（1848年1月22日）從地下家昇格。